# Zasulauks
Zasulauks – jeden z mikrorejonów Rygi – stolicy Łotwy – położony w dystrykcie Kurzeme. Według danych na rok 2021 Zasulauks zamieszkiwało 6450 osób, a gęstość zaludnienia wyniosła 5420 os./km².

## Geografia
Całkowita powierzchnia Zasulauks wynosi 1,19 km², czyli prawie 5 razy mniej niż wynosi średnia powierzchnia wszystkich mikroregionów Rygi. Graniczy z Āgenskalns, Dārzciems oraz Imanta.

## Galeria

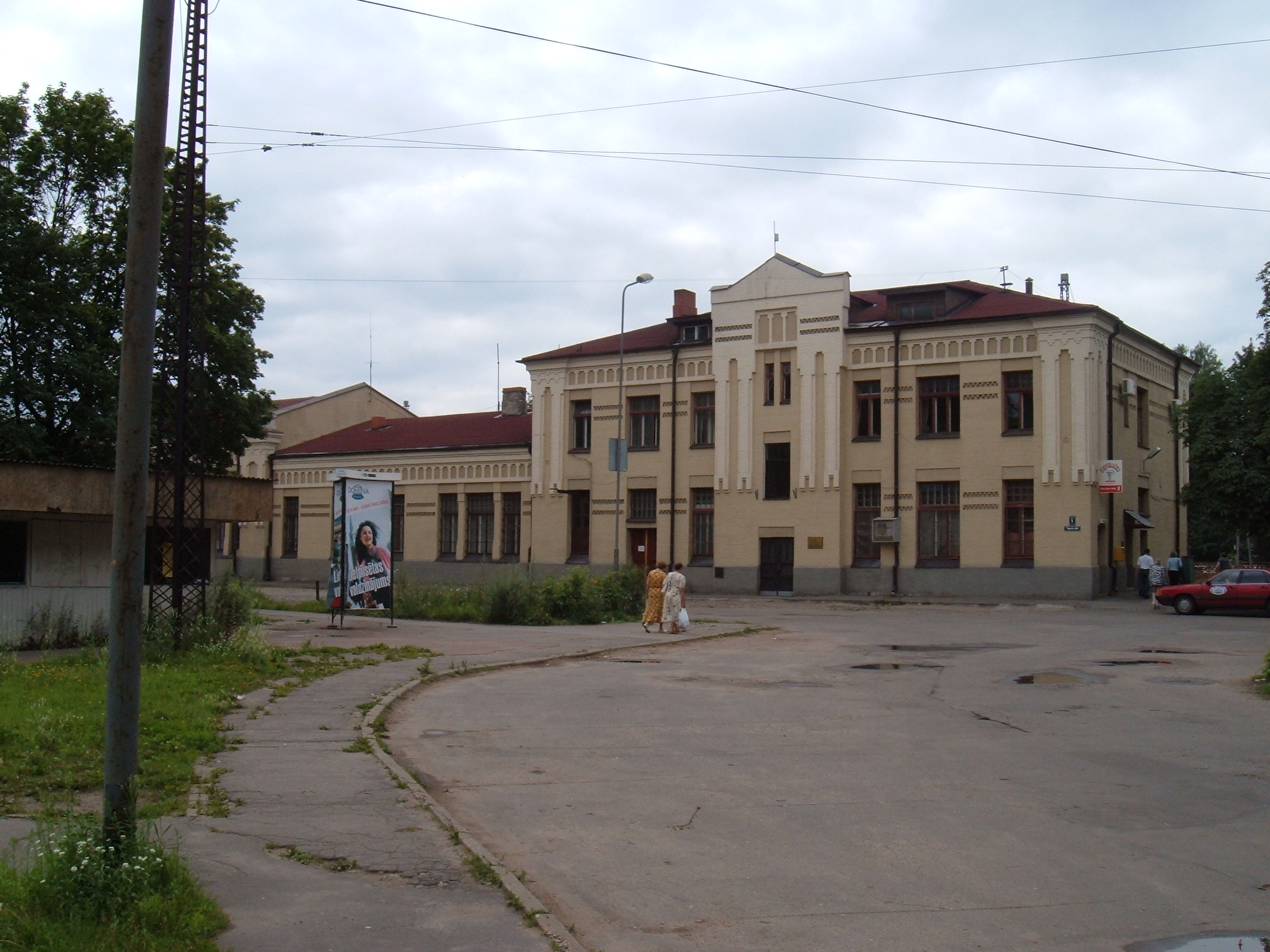
Stacja kolejowa Zasulauks
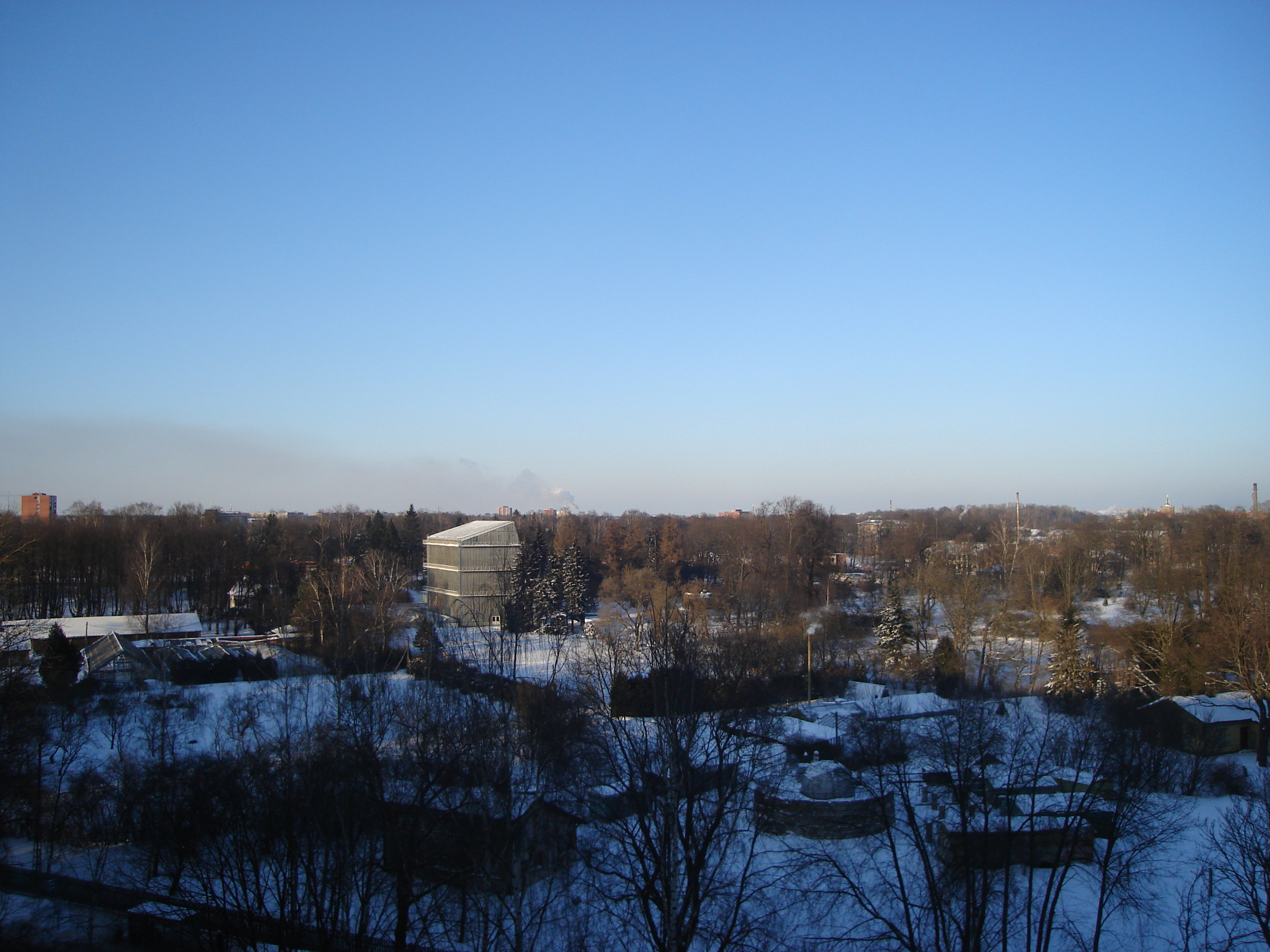
Panorama Zasulauks
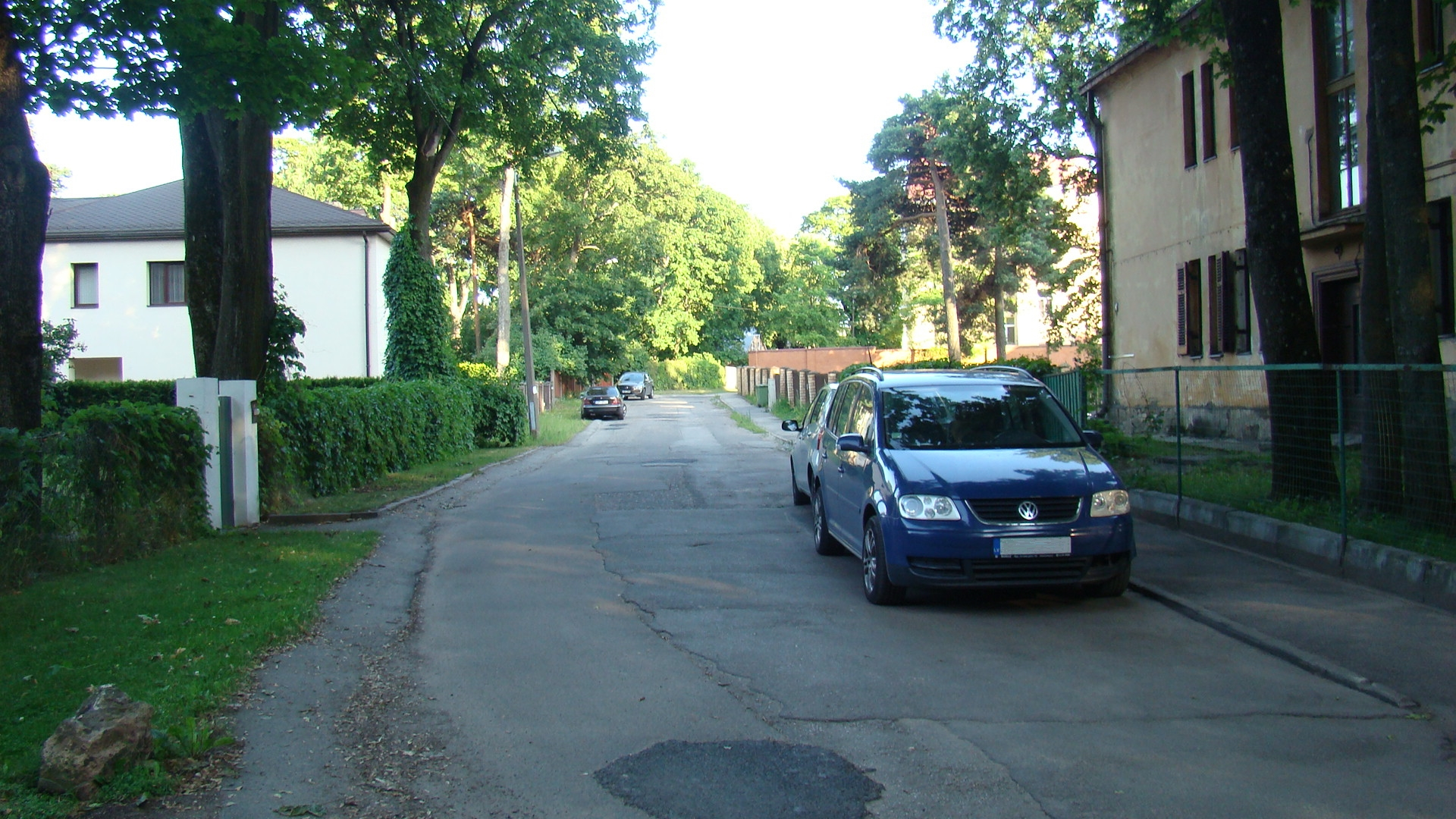
Ulica Darba w Zasulauks
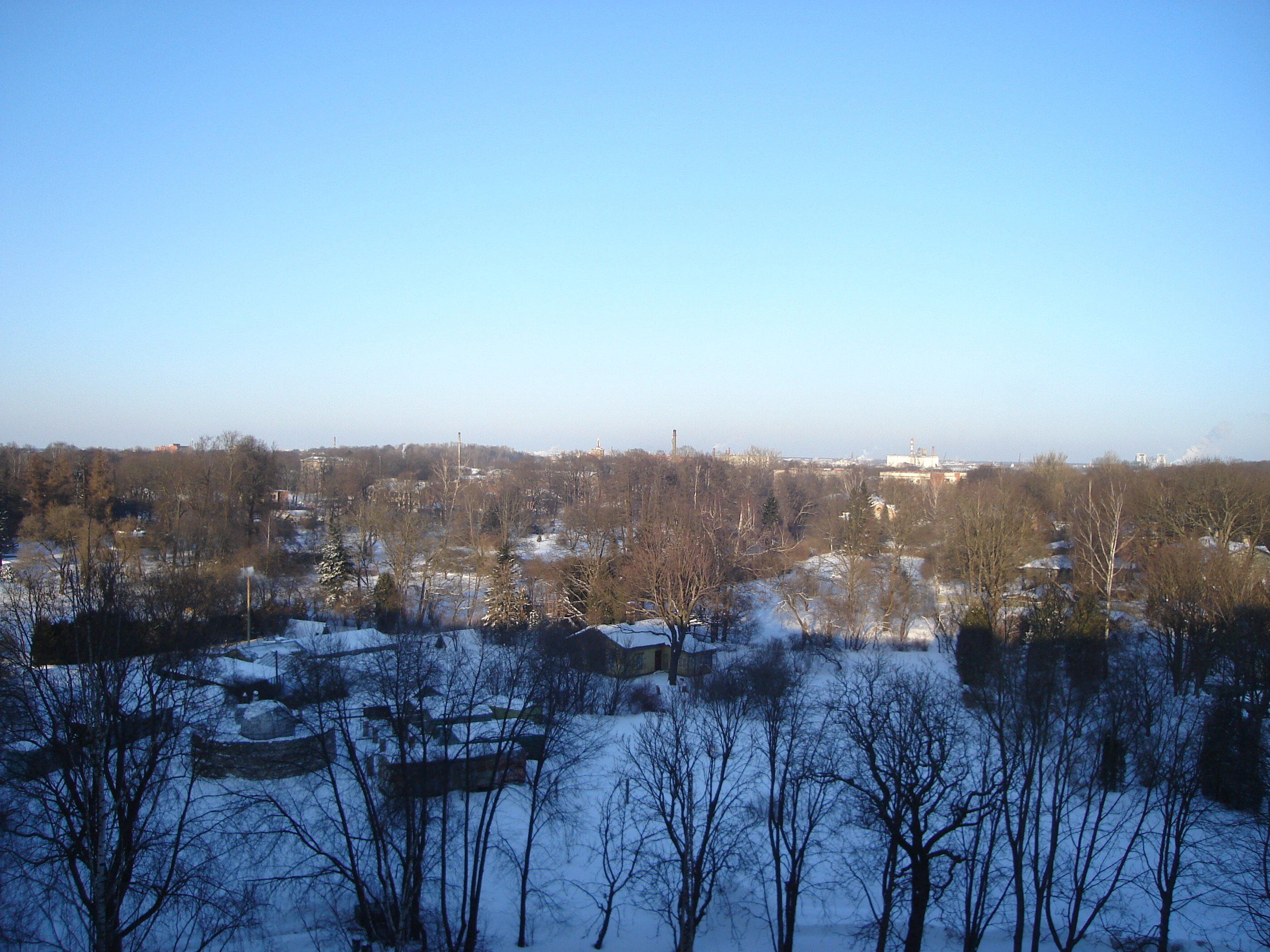
Panorama Zasulauks
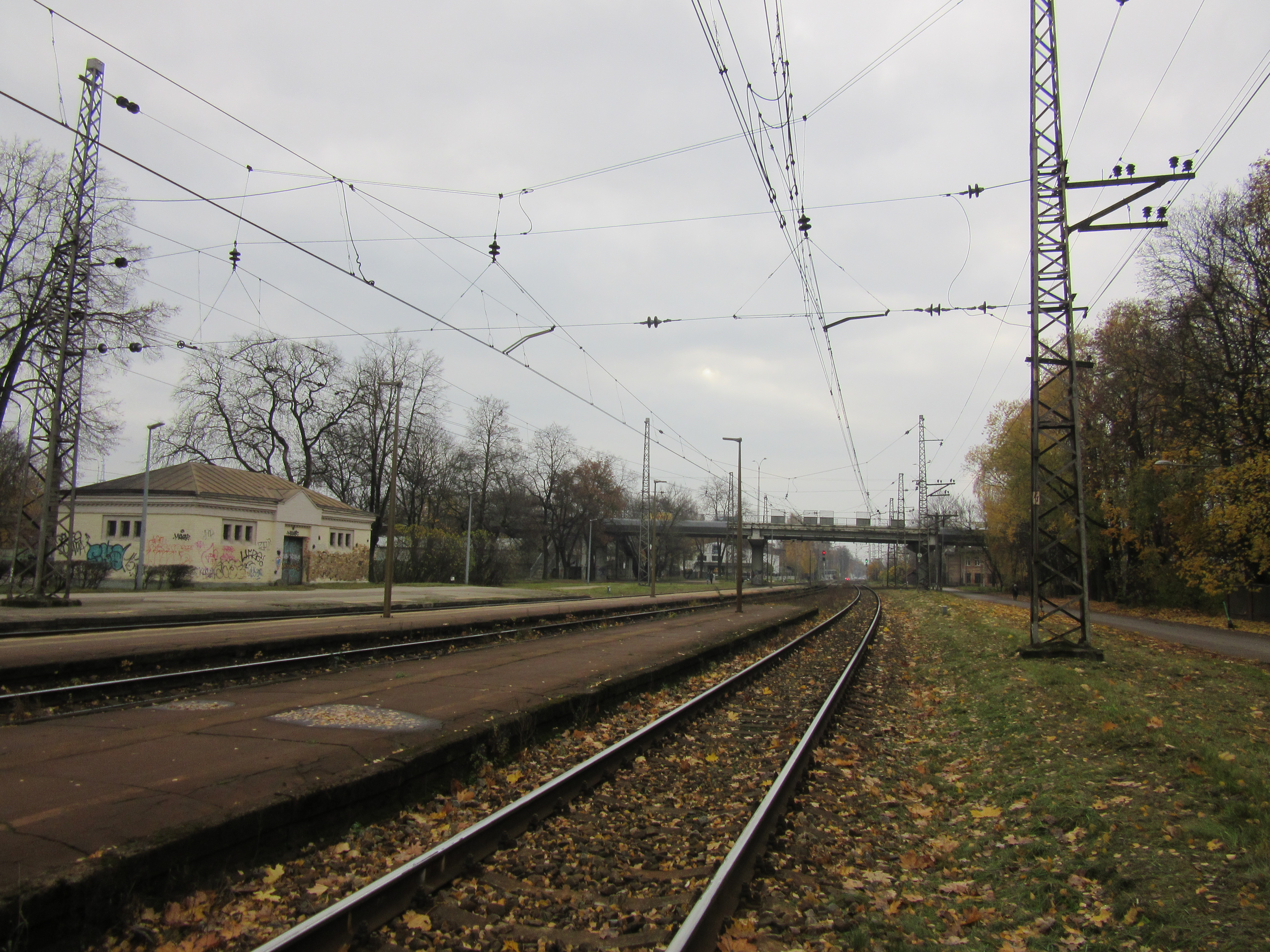
Tory kolejowe w Zasulauks